# Parc national de Yankari
Le parc national de Yankari (anglais : Yankari National Park) est un parc national situé dans l'État de Bauchi au Nigeria. Le parc national de Yankari est créé en 1991.

## Faune

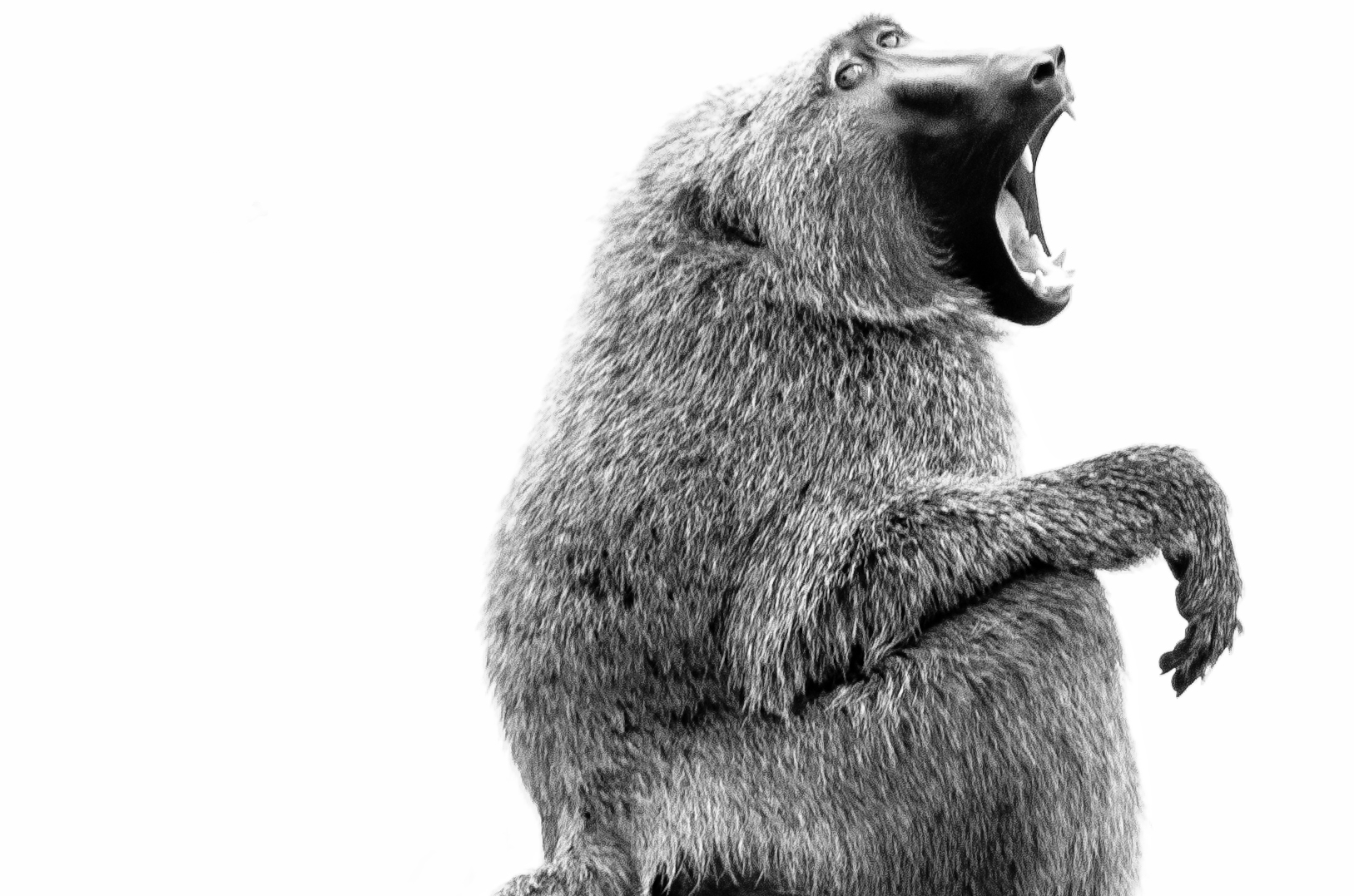
Babouin
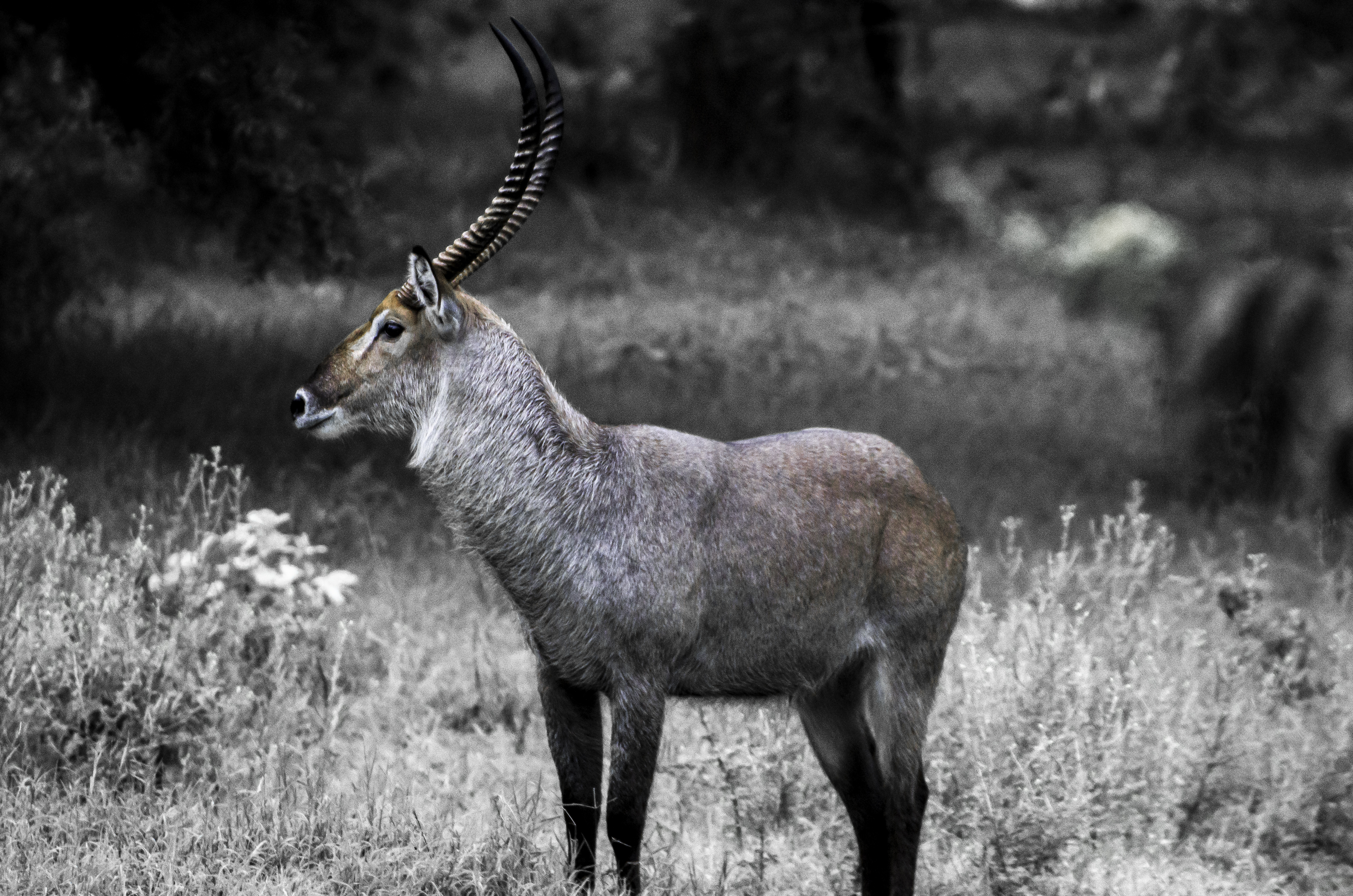
Antilope de cobe à croissant (Kobus ellipsiprymnus)
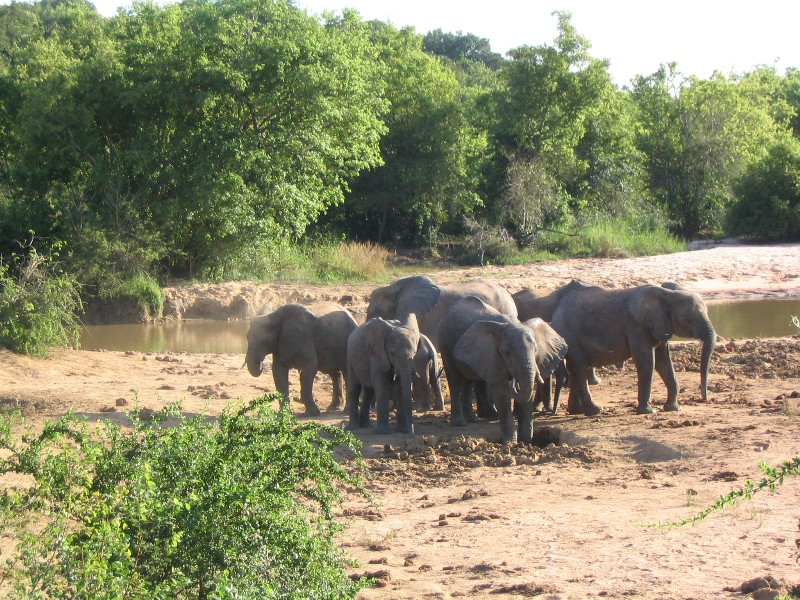
Éléphants